# OK Vodice
Odbojkaški klub "Vodice" (OK "Vosice"; "Vodice") je ženski odbojkaški klub iz Vodica, Šibensko-kninska županija, Republika Hrvatska.  
 
U sezoni 2023./24. "Vodice" su se natjecale u "Prvoj B hrvatskoj ženskoj odbojkaškoj ligi – Jug", ligi trećeg stupnja odbojkaškog prvenstva Hrvatske za žene. 

## Uspjesi
2. HOL – Jug
- prvaci: 2021./22.

## Pregled plasmana po sezonama
| sezona    | rang lige | liga           | dio lige | poz.   | klubova u ligi | ut     | pob    | por    | set+   | set-   | bod    | doigravanje | napomene | izvori |
| Vodice    | Vodice    | Vodice         | Vodice   | Vodice | Vodice         | Vodice | Vodice | Vodice | Vodice | Vodice | Vodice | Vodice      | Vodice   | Vodice |
| --------- | --------- | -------------- | -------- | ------ | -------------- | ------ | ------ | ------ | ------ | ------ | ------ | ----------- | -------- | ------ |
| 2010./11. | III.      | 2. HOL - Jug   |          | 13.    | 14             | 26     | 2      | 24     | 14     | 73     | 8      |             |          | [ 1 ]  |
|           |           |                |          |        |                |        |        |        |        |        |        |             |          |        |
| 2021./22. | IV.       | 2. HOL – Jug   |          | 1.     | 6              | 10     | 10     | 0      | 30     | 5      | 28     |             |          |        |
| 2022./23. | III.      | 1. B HOL – Jug |          | 8.     | 10 (12)        | 18     | 4      | 14     | 17     | 48     | 11     |             |          |        |
| 2023./24. | III.      | 1. B HOL – Jug |          | 8.     | 12             | 22     | 8      | 14     | 37     | 44     | 16     |             |          |        |
|           |           |                |          |        |                |        |        |        |        |        |        |             |          |        |
|           |           |                |          |        |                |        |        |        |        |        |        |             |          |        |

## Vanjske poveznice
- OK Vodice, instagram stranica
- natjecanja.hos-cvf.hr, OK Vodice
- ossdz.hr, OK VODICE
- (engl.) women.volleybox.net, OK Vodice  Arhivirana inačica izvorne stranice od 25. srpnja 2024. (Wayback Machine)
- sportilus.com, ODBOJKAŠKI KLUB VODICE
- infovodice.com, OK Vodice